# Valdelugueros
Valdelugueros är en kommun i Spanien.   Den ligger i provinsen Provincia de León och regionen Kastilien och Leon, i den norra delen av landet, 300 km nordväst om huvudstaden Madrid. Antalet invånare är 526. Arean är 143 kvadratkilometer. Valdelugueros gränsar till Valdepiélago, Cármenes, Aller, Puebla de Lillo och Boñar. 
Terrängen i Valdelugueros är huvudsakligen kuperad.